# Ezra (knjiga)
Ezra je jedna od knjiga Biblije i Staroga zavjeta. Pisac je pismoznanac Ezra. Sastoji se od 10 poglavlja. Biblijska kratica knjige je Ezr.
Ezra se nastavlja na Drugu knjigu Ljetopisa. Posljednja dva stiha iste knjige identična su prvim stihovima Ezre: "Ali prve godine perzijskoga kralja Kira, da bi se ispunila riječ Jahvina objavljena na Jeremijina usta, podiže Jahve duh perzijskoga kralja Kira te on oglasi po svemu svojem kraljevstvu usmeno i pismeno (2 Ljet 36,22-23; Ezr 1,1-2). Na Ezrinu knjigu, nastavlja se Nehemijina knjiga. U obje knjige nalazi se gotovo istovjetan popis židovskih povratnika (Ezr 2, Neh 7). Nekada su možda činile istu knjigu pa su kasnije razdvojene. Original je napisan na hebrejskom jeziku, osim pojedinih poglavlja (Ezr 4,18-6,18; 7,12-26), koji su napisani na aramejskom jeziku, službenom u Perziji. Ta poglavlja sadrže službene perzijske dokumente.
Pisac knjige je židovski pismoznanac Ezra. Značenje njegovog imena je "Bog pomaže". Vodio je oko 5000 Izraelaca na povratku iz babilonskog zatočeništva u Jeruzalem, 459. g. pr. Kr. "za kraljevanja Artakserksa, kralja perzijskoga (Ezr 7,1)."
Izraelci su bili u babilonskom zatočeništvu oko 70 godina. Nakon što je Babilon osvojio Kir Veliki, dopustio je vjerske slobode i povratak Izraelaca u domovinu. Prva skupina povratnika vratila se oko 536. g. pr. Kr.: "Tada ustadoše glavari obitelji Jude i Benjamina, svećenici i leviti, i svi kojima je Bog potaknuo duh i krenuše graditi Dom Jahvin u Jeruzalemu (Ezr 1,5)". Druga skupina vratila se 458. g. pr. Kr. Ezra ih je vodio. Treću skupinu predvodio je Nehemija 445. g. pr. Kr.
Ezra u ovoj knjizi opisuje prvi povratak iz progonstva i obnovu jeruzalemskog hrama. Naveo je detaljan popis povratnika, broj domaćih životinja i popis darova za Dom Božji. Okolni narodi nude svoju pomoć. Iako štuju istoga Boga, odbijeni su jer se njihova vjera miješala sa stranim utjecajima. Ometaju gradnju i poslali su tužbu perzijskom kralju: "Za Kserksova kraljevanja, na početku njegove vladavine, sastaviše tužbu protiv stanovnika Judeje i Jeruzalema (Ezr 4,6)." Tužba je bila i za vrijeme Artakserksova vladanja. Ezra je u knjizi stavio prijepis dokumenta na aramejskom jeziku i odgovor kralja Artakserksa, koji je zabranio gradnju, što je potrajalo 15 godina. Proroci Hagaj i Zaharija poticali su ljude na ponovnu gradnju Hrama unatoč zabrani. Uskoro je riješen spor, nakon što je perzijski kralj saznao da je Kir izdao povelju o gradnji Hrama. Nastavili su radove i završili: "Hram je završen dvadeset i trećeg dana mjeseca Adara (Ezr 6,15)." Proslavili su završetak gradnje i uspostavili bogoslužje u Domu Božjemu. 
Poslije toga, opisan je povratak druge skupine povratnika, koje je predvodio Ezra. Perzijski kralj Artakserkso I. dao mu je ukaz s dopuštenjem povratka i poručio mu je neka uzmu zlato i srebro te dragovoljne prinose za Jeruzalem. Dao mu je ovlasti, da postavi činovnike i suce. Ezra je napisao detaljan popis povratnika. Ražalostio se kada je saznao, da već prije pristigli Izraelci žive u mnogim grijesima. Pogotovo ga je smetalo, što su mnogi bili u mješovotim brakovima s pripadnicima okolnih naroda, koji su štovali lažne bogove. Narod ga je poslušao, promijenili su se, otpustili žene strankinje i ispravili propuste.